# دوست‌داشتنی (ترانه بیلی آیلیش)
«دوست‌داشتنی» (انگلیسی: Lovely) ترانه‌ای است که خواننده‌های آمریکایی بیلی آیلیش و خالید ضبط کرده‌اند. این ترانه از سوی دارک‌روم اینترسکوپ رکوردز به‌عنوان تک‌آهنگ آغازین موسیقی متن دومین فصل از مجموعهٔ تلویزیونی درام ۱۳ دلیل برای اینکه منتشر شد. آیلیش و خالید این ترانه را با تهیه‌کننده‌اش و برادر آیلیش، فینیس اوکانل نوشتند. این ترانه یک بالاد چیمبر پاپ توصیف شده‌است و اشعارش بازگوکنندهٔ آیلیش و خالید است که سعی می‌کنند با هم بر افسردگی وخیم غلبه کنند. این ترانه در نسخهٔ لوکس ئی‌پی به من لبخند نزن (۲۰۱۷) از آیلیش نیز گنجانده شده‌است.
«دوست‌داشتنی» پس از انتشار نقدهای مثبتی از سوی منتقدان موسیقی دریافت کرد. این ترانه به شمارهٔ ۶۴ جدول بیلبورد هات ۱۰۰ ایالات متحده رسید و در میان ۴۰ جایگاه برتر چندین کشور دیگر قرار گرفت. «دوست‌داشتنی» چندین گواهی‌نامه فروش از جمله شش گواهی پلاتین از سوی انجمن صنعت ضبط استرالیا دریافت کرد. این قطعه با یک موزیک ویدئو همراه بود که در ۲۶ آوریل ۲۰۱۸ پخش شد. این ویدئو آیلیش و خالید را در حال قدم زدن در اطراف یک محفظه شیشه‌ای نشان می‌دهد که با یک‌دیگر در تعامل هستند و در تلاش برای غلبه بر افسردگی خود هستند. آیلیش این قطعه را در فهرست اجراهای تور تور وقتی همه می‌خوابیم در سال ۲۰۱۹ و تور جهانی کجا می‌ریم در سال ۲۰۲۰ قرار داد.

## پیش‌زمینه و انتشار
«دوست‌داشتنی» در ۱۹ آوریل ۲۰۱۸ توسط دارک‌روم و اینترسکوپ رکوردز به‌عنوان تک‌آهنگ آغازین موسیقی متن ۱۳ دلیل برای اینکه (موسیقی از مجموعهٔ تلویزیونی اصلی) برای دانلود دیجیتالی و استریم منتشر شد. این ترانه سپس در نسخهٔ گسترده‌تر نخستین آلبوم چندآهنگه (ئی‌پی) آیلیش با عنوان به من لبخند نزن (۲۰۱۷) گنجانده شد. این قطعه را بیلی آیلیش، خالید و فینیس اوکانل نوشتند و تهیه‌کنندگی فقط بر عهدهٔ فینیس بود. پرسنل استودیویی، جان گرینهام و راب کینلسکی به ترتیب کار مسترینگ و میکسینگ ترانه را بر عهده داشتند.